# DyaliScope

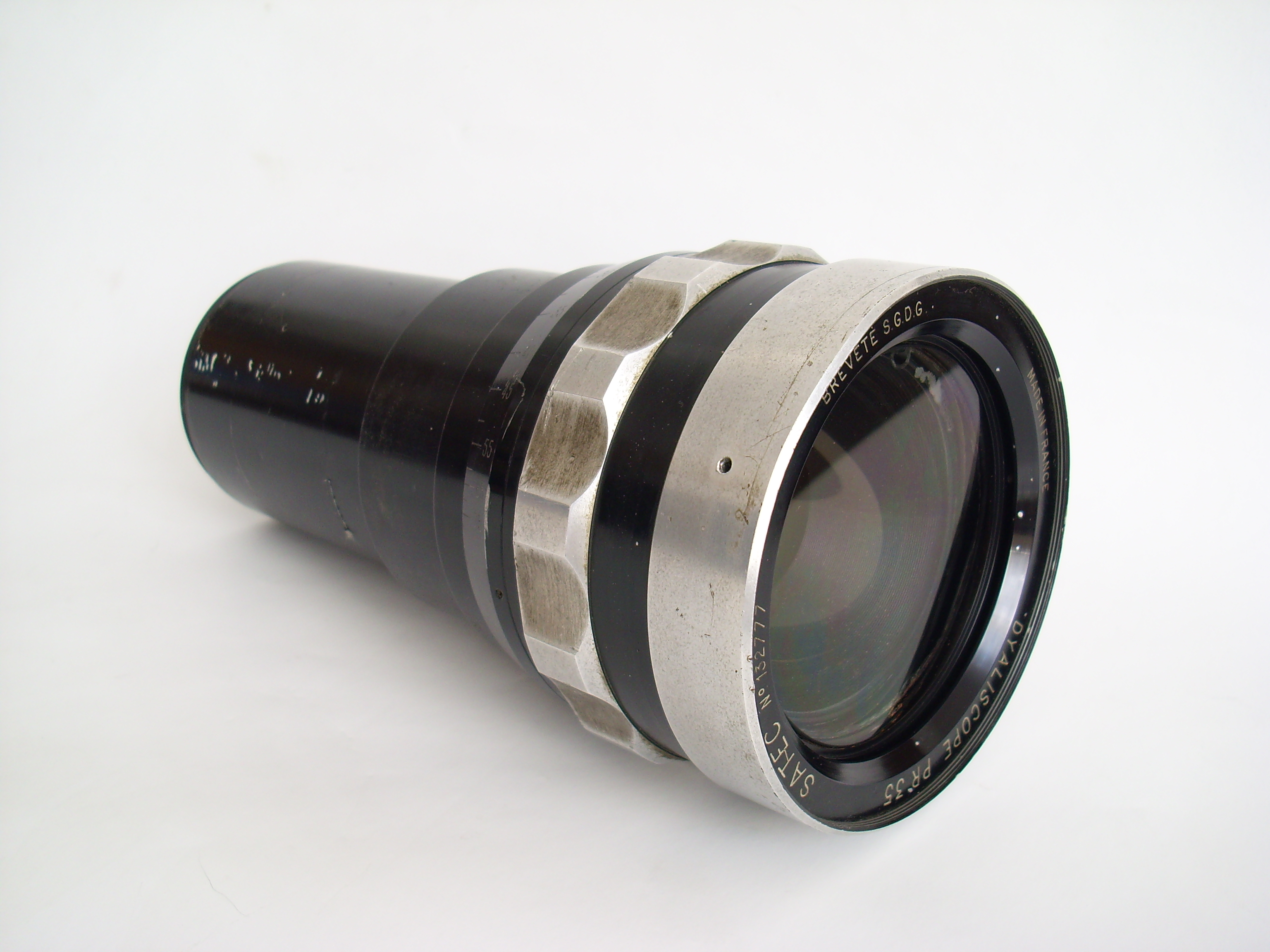
Un objectif DyaliScope PR35.

Le DyaliScope est un procédé français d'anamorphose de prise de vues et de projection crée en 1954 par l'ingénieur André Fougerat au sein de la Société d'applications techniques et d'exploitation cinématographique (SATEC), afin de concurrencer le CinemaScope américain. Sur le même principe dérivé de l'Hypergonar, un objectif déformant comprime la largeur de l'image à la prise de vue sur la pellicule (anamorphose) et, à la projection, une autre lentille rétablit l'étendue initiale pour retrouver un cadre panoramique. L'autre marque importante sur le marché français à l'époque est le Franscope de Jean Dicop.

## Historique
Ancien collaborateur de l'ingénieur Henri Chrétien, créateur de l'Hypergonar, André Fougerat perfectionne ce procédé d'anamorphose ayant lancé le CinemaScope, alors en plein essor. Corrigeant un défaut de l'Hypergonar, il invente un anamorphoseur de prise de vues d'un seul tenant avec une focale sphérique (« monobloc » ou « bloc sphéro-cylindrique »), ce qui permet de maintenir l'anamorphose fixe malgré les variations de distance,. L'invention est d'abord annoncée dans la revue La Technique cinématographique en juin 1954 sous le nom de « Dyagonal », six mois après le Cinépanoramic-Franscope de Jean Dicop. La marque conçue par la Société d'applications techniques et d'exploitation cinématographique (SATEC) prend le nom de « DyaliScope », en octobre 1954. L'usine de la SATEC est située au 11 rue Marius-Franay à Saint-Cloud. L'entreprise dépose en 1960 un brevet pour des anamorphoseurs améliorés, moins encombrants et moins coûteaux, aux formats 35 mm et 16 mm. Les objectifs anamorphiques de projection s'adaptent facilement au matériel existant. À partir de 1963, DyaliScope propose aux salles de cinéma deux modèles d'anamorphoseurs de projection : le « Color » pour les grandes et le « Champion » pour les petites.
DyaliScope constitue le principal concurrent du CinemaScope en France derrière le Cinépanoramic-Franscope de la société DIC de Jean Dicop. De 1955 à 1968, les tournages de 108 longs métrages français emploient des objectifs DyaliScope. Les anamorphoseurs additionnels pour la projection DyaliScope équipent la majorité des salles françaises en 1960.

### Conférence
- [vidéo] CinemaScope, DyaliScope, FranScope : l’aventure du Scope français dans les années 1950 et 1960. Conférence d’Olivier Rousseau sur Vimeo, 2017, Cinémathèque française.